# Tetraria nigrovaginata
Tetraria nigrovaginata är en halvgräsart som först beskrevs av Christian Gottfried Daniel Nees von Esenbeck, och fick sitt nu gällande namn av Charles Baron Clarke. Tetraria nigrovaginata ingår i släktet Tetraria och familjen halvgräs. Inga underarter finns listade i Catalogue of Life.